# Fabricio Coloccini
Fabricio Tomás Coloccini (Córdoba, 22 gennaio 1982) è un allenatore di calcio ed ex calciatore argentino, di ruolo difensore, tecnico in seconda del Boca Juniors.

## Caratteristiche tecniche
Nel 2001 è stato inserito nella lista dei migliori calciatori stilata da Don Balón. Molto forte nel gioco aereo, nella forza fisica e nella resistenza, possiede anche grande intuito nell'area avversaria.

## Carriera

### Club
Di lontane origini italiane, Coloccini iniziò la sua carriera nell'Argentinos Juniors, ma esordì nel calcio professionistico con il Boca Juniors (1998). L'anno seguente, dopo aver vinto il torneo Apertura, passò in Italia al Milan, che lo acquistò per la cifra di 15 miliardi di lire: coi rossoneri non collezionò nessuna presenza, e nel 2000 fu ceduto in prestito al San Lorenzo dove vinse il torneo Clausura nel 2001. In seguito giocò, ancora in prestito, nel Campionato spagnolo con Alavés, Atlético Madrid e Villarreal (conquistando la Coppa Intertoto 2003). Nel 2004 ritornò al Milan, militandovi solo per mezza stagione (una presenza in Serie A, tre in Coppa Italia ed una in Champions League).
Il 31 gennaio 2005 passa agli spagnoli del Deportivo la Coruña, con cui colleziona 112 presenze e cinque gol in tre anni e mezzo.
Il 1º agosto 2008 si trasferisce in Inghilterra, al Newcastle Utd, club che lo acquista per 10 milioni di euro. Nella stagione 2011-2012 diventa il capitano dei bianconeri. Nel gennaio del 2013 annuncia di voler lasciare i Magpies a fine anno, a causa di alcuni problemi familiari, tuttavia viene convinto dal tecnico Alan Pardew a rimanere anche nella stagione successiva.
Dopo aver lasciato l'Inghilterra, Coloccini torna in Argentina, accasandosi al San Lorenzo, in cui milita fino al 2021, quando si accasa all'Aldosivi. Il 29 dicembre dello stesso anno annuncia il ritiro dal calcio.

### Nazionale
Coloccini fu tra i convocati della selezione Under-20 argentina che vinse i Mondiali di categoria nel 2001.
Nel 2004 partecipò alle Olimpiadi di Atene, vincendo la medaglia d'oro.
Fece parte della nazionale maggiore dal 2003 al 2013, con essa è stato convocato per la Confederations Cup nel 2005 e per il Mondiale 2006, mettendo insieme complessivamente 39 presenze e una rete.

## Statistiche

### Presenze e reti nei club
Aggiornate al 27 ottobre 2021
| Stagione                   | Squadra                    | Campionato                 | Campionato | Campionato | Coppa nazionale | Coppa nazionale | Coppa nazionale | Europa | Europa | Europa | Altre coppe | Altre coppe | Altre coppe | Totale | Totale |
| Stagione                   | Squadra                    | Comp                       | Pres       | Reti       | Comp            | Pres            | Reti            | Comp   | Pres   | Reti   | Comp        | Pres        | Reti        | Pres   | Reti   |
| -------------------------- | -------------------------- | -------------------------- | ---------- | ---------- | --------------- | --------------- | --------------- | ------ | ------ | ------ | ----------- | ----------- | ----------- | ------ | ------ |
| 1998-1999                  | Boca Juniors               | PD                         | 2          | 1          |                 | -               | -               |        | -      | -      |             | -           | -           | 2      | 1      |
| gen.-giu. 2000             | Milan                      | A                          | 0          | 0          | CI              | 0               | 0               | UCL    | 0      | 0      | SI          | 0           | 0           | 0      | 0      |
| 2000-gen. 2001             | Milan                      | A                          | 0          | 0          | CI              | 0               | 0               | UCL    | 0      | 0      |             |             |             |        |        |
| gen.-giu. 2001             | San Lorenzo                | PD                         | 19         | 3          |                 | -               | -               |        | -      | -      |             | -           | -           | 19     | 3      |
| 2001-2002                  | Alavés                     | PD                         | 33         | 6          | CR              | 1               | 0               |        | -      | -      |             | -           | -           | 34     | 6      |
| 2002-2003                  | Atlético Madrid            | PD                         | 27         | 0          | CR              | 3               | 1               |        | -      | -      |             | -           | -           | 30     | 1      |
| 2003-2004                  | Villarreal                 | PD                         | 31         | 1          | CR              | 3               | 0               | CI+CU  | 3+11   | 0+0    |             | -           | -           | 48     | 1      |
| 2004-gen. 2005             | Milan                      | A                          | 1          | 0          | CI              | 3               | 0               | UCL    | 1      | 0      | SI          | 0           | 0           | 5      | 0      |
| gen.-giu. 2005             | Deportivo La Coruña        | PD                         | 15         | 1          | CR              | 0               | 0               |        | -      | -      |             | -           | -           | 15     | 1      |
| 2005-2006                  | Deportivo La Coruña        | PD                         | 26         | 0          | CR              | 6               | 0               |        | -      | -      |             | -           | -           | 32     | 0      |
| 2006-2007                  | Deportivo La Coruña        | PD                         | 26         | 0          | CR              | 2               | 0               |        | -      | -      |             | -           | -           | 28     | 0      |
| 2007-2008                  | Deportivo La Coruña        | PD                         | 38         | 4          | CR              | 1               | 0               |        | -      | -      |             | -           | -           | 39     | 4      |
| Totale Deportivo La Coruña | Totale Deportivo La Coruña | Totale Deportivo La Coruña | 105        | 5          |                 | 9               | 0               |        |        |        |             |             |             | 114    | 5      |
| 2008-2009                  | Newcastle Utd              | PL                         | 34         | 0          | FA Cup+CdL      | 2+2             | 0               |        | -      | -      |             | -           | -           | 38     | 0      |
| 2009-2010                  | Newcastle Utd              | FLC                        | 37         | 2          | FACup+CdL       | 3+0             | 0+0             |        | -      | -      |             | -           | -           | 40     | 2      |
| 2010-2011                  | Newcastle Utd              | PL                         | 35         | 2          | FACup+CdL       | 1+1             | 0               |        | -      | -      |             | -           | -           | 37     | 2      |
| 2011-2012                  | Newcastle Utd              | PL                         | 35         | 0          | FACup+CdL       | 1+3             | 0+1             |        | -      | -      |             | -           | -           | 39     | 1      |
| 2012-2013                  | Newcastle Utd              | PL                         | 22         | 0          | FACup+CdL       | 0+1             | 0               | UEL    | 7      | 0      |             | -           | -           | 30     | 0      |
| 2013-2014                  | Newcastle Utd              | PL                         | 27         | 0          | FACup+CdL       | 0+1             | 0               | -      | -      | -      | -           | -           | -           | 28     | 0      |
| 2014-2015                  | Newcastle Utd              | PL                         | 32         | 1          | FACup+CdL       | 0+4             | 0               | -      | -      | -      | -           | -           | -           | 36     | 1      |
| 2015-2016                  | Newcastle Utd              | PL                         | 26         | 1          | FACup+CdL       | 1+0             | 0               | -      | -      | -      | -           | -           | -           | 27     | 1      |
| Totale Newcastle           | Totale Newcastle           | Totale Newcastle           | 248        | 6          |                 | 20              | 1               |        | 7      | 0      |             |             |             | 275    | 7      |
| 2016-2017                  | San Lorenzo                | PD                         | 12         | 0          | CA 16           | 4               | 0               | CS+CL  | 4+2    | 0      |             | -           | -           | 22     | 0      |
| 2017-2018                  | San Lorenzo                | PD                         | 13         | 0          | CA 18           | 4               | 0               | CS     | 3      | 0      |             | -           | -           | 20     | 0      |
| 2018-2019                  | San Lorenzo                | PD                         | 13         | 0          | CA 18+CS 19     | 0+3             | 0+0             | CL     | 8      | 0      |             | -           | -           | 24     | 0      |
| 2019-2020                  | San Lorenzo                | PD                         | 16         | 0          | CA 19+CS 20     | 1+1             | 0+0             |        | -      | -      |             | -           | -           | 18     | 0      |
| 2020-2021                  | San Lorenzo                | PD                         | -          | -          | CS 21           | 1               | 0               | CS     | 3      | 0      |             | -           | -           | 4      | 0      |
| Totale San Lorenzo         | Totale San Lorenzo         | Totale San Lorenzo         | 73         | 3          |                 | 14              | 0               |        | 20     | 0      |             |             |             | 107    | 3      |
| 2021                       | Aldosivi                   | PD                         | 14         | 0          |                 | -               | -               |        | -      | -      |             | -           | -           | 14     | 0      |
| Totale carriera            | Totale carriera            | Totale carriera            | 534        | 22         |                 | 53              | 2               |        | 42     | 0      |             | 0           | 0           | 629    | 24     |

### Cronologia presenze e reti in nazionale
| Cronologia completa delle presenze e delle reti in nazionale ― Argentina | Cronologia completa delle presenze e delle reti in nazionale ― Argentina | Cronologia completa delle presenze e delle reti in nazionale ― Argentina | Cronologia completa delle presenze e delle reti in nazionale ― Argentina | Cronologia completa delle presenze e delle reti in nazionale ― Argentina | Cronologia completa delle presenze e delle reti in nazionale ― Argentina | Cronologia completa delle presenze e delle reti in nazionale ― Argentina | Cronologia completa delle presenze e delle reti in nazionale ― Argentina |
| Data                                                                     | Città                                                                    | In casa                                                                  | Risultato                                                                | Ospiti                                                                   | Competizione                                                             | Reti                                                                     | Note                                                                     |
| ------------------------------------------------------------------------ | ------------------------------------------------------------------------ | ------------------------------------------------------------------------ | ------------------------------------------------------------------------ | ------------------------------------------------------------------------ | ------------------------------------------------------------------------ | ------------------------------------------------------------------------ | ------------------------------------------------------------------------ |
| 30-4-2003                                                                | Tripoli                                                                  | Libia                                                                    | 1 – 3                                                                    | Argentina                                                                | Amichevole                                                               | -                                                                        |                                                                          |
| 8-6-2003                                                                 | Osaka                                                                    | Giappone                                                                 | 1 – 4                                                                    | Argentina                                                                | Kirin Cup 2003                                                           | -                                                                        |                                                                          |
| 11-6-2003                                                                | Seul                                                                     | Corea del Sud                                                            | 0 – 1                                                                    | Argentina                                                                | Amichevole                                                               | -                                                                        |                                                                          |
| 27-6-2004                                                                | Miami                                                                    | Argentina                                                                | 0 – 2                                                                    | Colombia                                                                 | Amichevole                                                               | -                                                                        |                                                                          |
| 30-6-2004                                                                | East Rutherford                                                          | Argentina                                                                | 2 – 1                                                                    | Perù                                                                     | Amichevole                                                               | -                                                                        |                                                                          |
| 17-7-2004                                                                | Chiclayo                                                                 | Perù                                                                     | 0 – 1                                                                    | Argentina                                                                | Coppa America 2004 - Quarti di finale                                    | -                                                                        |                                                                          |
| 20-7-2004                                                                | Lima                                                                     | Argentina                                                                | 3 – 0                                                                    | Colombia                                                                 | Coppa America 2004 - Semifinale                                          | -                                                                        |                                                                          |
| 25-7-2004                                                                | Lima                                                                     | Argentina                                                                | 2 – 2 dts (2 - 4 dtr)                                                    | Brasile                                                                  | Coppa America 2004 - Finale                                              | -                                                                        |                                                                          |
| 4-9-2004                                                                 | Lima                                                                     | Perù                                                                     | 1 – 3                                                                    | Argentina                                                                | Qual. Mondiali 2006                                                      | 1                                                                        | 39’                                                                      |
| 9-10-2004                                                                | Buenos Aires                                                             | Argentina                                                                | 4 – 2                                                                    | Uruguay                                                                  | Qual. Mondiali 2006                                                      | -                                                                        |                                                                          |
| 13-10-2004                                                               | Santiago del Cile                                                        | Cile                                                                     | 0 – 0                                                                    | Argentina                                                                | Qual. Mondiali 2006                                                      | -                                                                        |                                                                          |
| 4-6-2005                                                                 | Quito                                                                    | Ecuador                                                                  | 2 – 0                                                                    | Argentina                                                                | Qual. Mondiali 2006                                                      | -                                                                        |                                                                          |
| 8-6-2005                                                                 | Buenos Aires                                                             | Argentina                                                                | 3 – 1                                                                    | Brasile                                                                  | Qual. Mondiali 2006                                                      | -                                                                        |                                                                          |
| 15-6-2005                                                                | Colonia                                                                  | Argentina                                                                | 2 – 1                                                                    | Tunisia                                                                  | Conf. Cup 2005 - 1º turno                                                | -                                                                        |                                                                          |
| 18-6-2005                                                                | Norimberga                                                               | Australia                                                                | 2 – 4                                                                    | Argentina                                                                | Conf. Cup 2005 - 1º turno                                                | -                                                                        | 86’                                                                      |
| 21-6-2005                                                                | Norimberga                                                               | Argentina                                                                | 2 – 2                                                                    | Germania                                                                 | Conf. Cup 2005 - 1º turno                                                | -                                                                        |                                                                          |
| 26-6-2005                                                                | Hannover                                                                 | Messico                                                                  | 1 – 1 dts (5 – 6 dtr)                                                    | Argentina                                                                | Conf. Cup 2005 - Semifinale                                              | -                                                                        | 69’                                                                      |
| 29-6-2005                                                                | Francoforte                                                              | Brasile                                                                  | 4 – 1                                                                    | Argentina                                                                | Conf. Cup 2005 - Finale                                                  | -                                                                        | 28’                                                                      |
| 3-9-2005                                                                 | Asunción                                                                 | Paraguay                                                                 | 1 – 0                                                                    | Argentina                                                                | Qual. Mondiali 2006                                                      | -                                                                        |                                                                          |
| 9-10-2005                                                                | Buenos Aires                                                             | Argentina                                                                | 2 – 0                                                                    | Perù                                                                     | Qual. Mondiali 2006                                                      | -                                                                        | 91’                                                                      |
| 12-11-2005                                                               | Ginevra                                                                  | Argentina                                                                | 2 – 3                                                                    | Inghilterra                                                              | Amichevole                                                               | -                                                                        | 74’                                                                      |
| 16-11-2005                                                               | Doha                                                                     | Qatar                                                                    | 0 – 3                                                                    | Argentina                                                                | Amichevole                                                               | -                                                                        | 46’                                                                      |
| 1-3-2006                                                                 | Basilea                                                                  | Argentina                                                                | 2 – 3                                                                    | Croazia                                                                  | Amichevole                                                               | -                                                                        | 60’                                                                      |
| 21-6-2006                                                                | Francoforte                                                              | Paesi Bassi                                                              | 0 – 0                                                                    | Argentina                                                                | Mondiali 2006 - 1º turno                                                 | -                                                                        | 24’                                                                      |
| 30-6-2006                                                                | Berlino                                                                  | Germania                                                                 | 1 – 1 dts (4 - 2 dtr)                                                    | Argentina                                                                | Mondiali 2006 - Quarti di finale                                         | -                                                                        |                                                                          |
| 3-9-2006                                                                 | Londra                                                                   | Brasile                                                                  | 3 – 0                                                                    | Argentina                                                                | Amichevole                                                               | -                                                                        |                                                                          |
| 26-3-2008                                                                | Il Cairo                                                                 | Egitto                                                                   | 0 – 2                                                                    | Argentina                                                                | Amichevole                                                               | -                                                                        | 83’                                                                      |
| 4-6-2008                                                                 | San Diego                                                                | Messico                                                                  | 1 – 4                                                                    | Argentina                                                                | Amichevole                                                               | -                                                                        |                                                                          |
| 18-6-2008                                                                | Belo Horizonte                                                           | Brasile                                                                  | 0 – 0                                                                    | Argentina                                                                | Qual. Mondiali 2010                                                      | -                                                                        |                                                                          |
| 20-8-2008                                                                | Minsk                                                                    | Bielorussia                                                              | 0 – 0                                                                    | Argentina                                                                | Amichevole                                                               | -                                                                        |                                                                          |
| 6-9-2008                                                                 | Buenos Aires                                                             | Argentina                                                                | 1 – 1                                                                    | Paraguay                                                                 | Qual. Mondiali 2010                                                      | -                                                                        |                                                                          |
| 10-9-2008                                                                | Lima                                                                     | Perù                                                                     | 1 – 1                                                                    | Argentina                                                                | Qual. Mondiali 2010                                                      | -                                                                        |                                                                          |
| 14-11-2009                                                               | Madrid                                                                   | Spagna                                                                   | 2 – 1                                                                    | Argentina                                                                | Amichevole                                                               | -                                                                        | 31’                                                                      |
| 11-8-2010                                                                | Dublino                                                                  | Irlanda                                                                  | 0 – 1                                                                    | Argentina                                                                | Amichevole                                                               | -                                                                        | 83’                                                                      |
| 14-11-2012                                                               | Riyad                                                                    | Arabia Saudita                                                           | 0 – 0                                                                    | Argentina                                                                | Amichevole                                                               | -                                                                        |                                                                          |
| 6-2-2013                                                                 | Solna                                                                    | Svezia                                                                   | 2 – 3                                                                    | Argentina                                                                | Amichevole                                                               | -                                                                        | 87’                                                                      |
| 14-6-2013                                                                | Città del Guatemala                                                      | Guatemala                                                                | 0 – 4                                                                    | Argentina                                                                | Amichevole                                                               | -                                                                        |                                                                          |
| 14-8-2013                                                                | Roma                                                                     | Italia                                                                   | 1 – 2                                                                    | Argentina                                                                | Amichevole                                                               | -                                                                        | 72’                                                                      |
| 10-9-2013                                                                | Asunción                                                                 | Paraguay                                                                 | 2 – 5                                                                    | Argentina                                                                | Qual. Mondiali 2014                                                      | -                                                                        |                                                                          |
| Totale                                                                   |                                                                          | Presenze                                                                 | 39                                                                       |                                                                          | Reti                                                                     | 1                                                                        |                                                                          |

## Palmarès

### Club

#### Competizioni nazionali
- Campionato argentino: 3

Boca Juniors: Apertura 1998, Clausura 1999
San Lorenzo: Clausura 2001

#### Competizioni internazionali
- Coppa Intertoto UEFA: 1

Villarreal: 2003

### Nazionale
- Campionato mondiale Under-20: 1

2001
- Oro olimpico: 1

Atene 2004

### Individuale
- PFA Football League Championship Team of the Year: 1[3]

2009-2010